# Йелах (община Братунац)
Йелах (на сръбски: Јелах) е село в Република Сръбска (Босна и Херцеговина), част от община Братунац. Населението на селото през 1991 година е 24 души, предимно сърби.  В момента селото е необитаемо.